# Cleburne, Texas
Cleburne är administrativ huvudort i Johnson County i Texas. Orten har fått sitt namn efter militären Patrick Cleburne. Enligt 2010 års folkräkning hade Cleburne 29 337 invånare.

## Kända personer från Cleburne
- Johnny Carroll, musiker
- Dillon Gee, basebollspelare